# Njiverce
Njiverce – wieś w Słowenii, w gminie Kidričevo. W 2018 roku liczyła 707 mieszkańców.